# Marcella Tonioli
Marcella Tonioli (31 de mayo de 1986) es una deportista italiana que compitió en tiro con arco, en la modalidad de arco compuesto.
Ganó dos medallas en el Campeonato Mundial de Tiro con Arco al Aire Libre, en los años 2011 y 2013. Además, obtuvo siete medallas en el Campeonato Europeo de Tiro con Arco al Aire Libre entre los años 2012 y 2022, y once medallas en el Campeonato Europeo de Tiro con Arco en Sala entre los años 2011 y 2025.

## Palmarés internacional
| Campeonato Mundial al Aire Libre | Campeonato Mundial al Aire Libre | Campeonato Mundial al Aire Libre | Campeonato Mundial al Aire Libre |
| Año                              | Lugar                            | Medalla                          | Prueba                           |
| -------------------------------- | -------------------------------- | -------------------------------- | -------------------------------- |
| 2011                             | Turín (Italia)                   | Medalla de oro                   | Equipo mixto                     |
| 2013                             | Belek (Turquía)                  | Medalla de oro                   | Equipo mixto                     |
| Campeonato Europeo al Aire Libre |                                  |                                  |                                  |
| Año                              | Lugar                            | Medalla                          | Prueba                           |
| 2012                             | Ámsterdam (Países Bajos)         | Medalla de plata                 | Equipo                           |
| 2012                             | Ámsterdam (Países Bajos)         | Medalla de plata                 | Equipo mixto                     |
| 2012                             | Ámsterdam (Países Bajos)         | Medalla de bronce                | Individual                       |
| 2016                             | Nottingham (Reino Unido)         | Medalla de oro                   | Equipo mixto                     |
| 2018                             | Legnica (Polonia)                | Medalla de plata                 | Equipo                           |
| 2021                             | Antalya (Turquía)                | Medalla de bronce                | Equipo                           |
| 2022                             | Múnich (Alemania)                | Medalla de plata                 | Equipo                           |
| Campeonato Europeo en Sala       |                                  |                                  |                                  |
| Año                              | Lugar                            | Medalla                          | Prueba                           |
| 2011                             | Cambrils (España)                | Medalla de oro                   | Individual                       |
| 2011                             | Cambrils (España)                | Medalla de plata                 | Equipo                           |
| 2013                             | Rzeszów (Polonia)                | Medalla de oro                   | Equipo                           |
| 2015                             | Koper (Eslovenia)                | Medalla de plata                 | Equipo                           |
| 2017                             | Vittel (Francia)                 | Medalla de plata                 | Equipo                           |
| 2017                             | Vittel (Francia)                 | Medalla de bronce                | Individual                       |
| 2019                             | Samsun (Turquía)                 | Medalla de plata                 | Equipo                           |
| 2022                             | Laško (Eslovenia)                | Medalla de bronce                | Equipo                           |
| 2024                             | Varaždin (Croacia)               | Medalla de plata                 | Equipo                           |
| 2025                             | Samsun (Turquía)                 | Medalla de oro                   | Equipo                           |
| 2025                             | Samsun (Turquía)                 | Medalla de plata                 | Individual                       |